# 룸 (2015년 영화)
《룸》(영어: Room)은 2015년에 제작된 캐나다, 미국, 아일랜드, 영국의 드라마 영화이다. 레니 에이브러햄슨이 감독을 맡았으며, 에마 도너휴의 2010년 동명 소설을 원작으로 한다. 브리 라슨, 제이컵 트렘블레이, 조앤 앨런, 숀 브리저스, 윌리엄 H. 메이시가 출연한다. 2015년 9월 4일 텔류라이드 영화제에서 공개되었으며, 미국에서는 A24 필름스 배급으로 2015년 10월 16일 제한상영되었다.

## 줄거리
5번째 생일을 맞은 아들 잭(제이컵 트렘블레이)과 함께 잭의 엄마 조이(브리 라슨)는 생일 케이크를 만든다. 언뜻 보면 평화로운 모자 같지만, 사실 이들은 몇 년째 방음 처리된 창고 안에 갇혀 생활 중이다. 7년 전, 당시 17세였던 조이는 '닉 아저씨'라는 남자에게 납치당해 감금되었고, 성폭행 당하다 아들 잭을 낳는다. 닉은 주기적으로 두 모자에게 생필품을 가져오며 몇 년에 걸친 감금 생활을 지속해왔다. 그런데 조이와 닉이 함께 있던 중 잭이 옷장 밖으로 나와버리는 사건이 발생한다. 이 사건 때문에 조이가 닉과 싸우다 제압당하고, 분노한 닉은 다음 날 창고의 전기를 끊어버리는 보복을 감행한다. 한겨울 날씨라 입김이 샐 정도로 추운 환경에 방치된 조이는 더 이상 버틸 수 없다고 판단해 탈출을 결심하고, 이제 다섯 살이니 이해할 수 있을 것이라며 잭에게 바깥세상에 대한 진실을 가르친다. 태어날 무렵부터 룸에서만 있었던 아들 잭은 혼란스러워하지만 바깥세상에 호기심을 드러낸다.

## 출연
- 브리 라슨 - 조이 "마" 뉴섬 역
- 제이컵 트렘블레이 - 잭 뉴섬 역
- 조앤 앨런 - 낸시 뉴섬 역
- 윌리엄 H. 메이시 - 로버트 뉴섬 역